# Andrij Pjatov
Andrij Valerijovyč Pjatov (in ucraino Андрій Валерійович Пятов?; Kirovohrad, 28 giugno 1984) è un allenatore di calcio ed ex calciatore ucraino, di ruolo portiere, preparatore dei portieri dello Šachtar.

## Carriera

### Club
Pjatov cresce nel Vorskla Poltava, con cui debutta nel 2004. Acquistato il 13 dicembre 2006 dallo Šakhtar, resta al Vorskla fino al termine della stagione 2006-2007.
Approdato a Donec'k, nella stagione d'esordio si impone come titolare togliendo il posto a Bohdan Šust e vince campionato, coppa e supercoppa nazionale, oltre a fare l'esordio in UEFA Champions League. Nella stagione 2008-2009 è inizialmente il sostituto del neo-acquisto Rustam Chudžamov, ma riottiene ben presto il posto da titolare e vive un'altra stagione da protagonista, vincendo la Coppa UEFA, primo titolo continentale di un club ucraino nel periodo successivo alla proclamazione dell'indipendenza del paese. Nella stagione seguente, precisamente il 1º novembre 2009, mette a referto, in campionato contro il Čornomorec', la 100ª presenza con la maglia della squadra di Donec'k.
Nel 2011-2012 perde il posto in favore di Oleksandr Rybka, ma la squalifica di quest'ultimo consente a Pjatov di riguadagnare una maglia da titolare.
Il 19 ottobre 2018 ha giocato la sua 400ª partita con lo Šachtar Donec'k.
Al termine della stagione 2022-2023 si ritira dal calcio giocato.

### Nazionale
Pjatov si è guadagnato la prima convocazione in nazionale maggiore nel 2006, per un'amichevole di preparazione al mondiale di Germania contro l'Irlanda, e ha esordito contro la Libia il 5 giugno di quell'anno. Nello stesso mese è stato convocato da Oleh Blochin per la rassegna iridata disputata in Germania.
È stato inoltre convocato per gli europei del 2012, svoltisi in Polonia e Ucraina, dove ha giocato da titolare tutte e tre le partite del girone (concluso al 3º posto). Convocato anche per il campionato d'Europa del 2016 in Francia, disputa tutti e tre gli incontri dei suoi, eliminati al primo turno.
Il 9 ottobre 2021 nel match di Qualificazione ai Mondiali 2022 in Qatar contro la Finlandia vinta per 2-1 raggiunge le 100 presenze in Nazionale, diventando il 5° a riuscirci nella storia della nazionale ucraina. Al contempo diviene il giocatore più anziano nella storia dell'Ucraina a 37 anni e 103 giorni, battendo (di 20 giorni) il precedente primato appartenente ad Anatolij Tymoščuk.
L'11 giugno 2022 disputa la sua ultima partita con la selezione ucraina in occasione del successo per 3-0 contro l'Armenia.
Con 103 presenze è tra i cinque calciatori con più presenze in nazionale.

## Statistiche

### Presenze e reti nei club
| Stagione         | Squadra          | Campionato       | Campionato | Campionato | Coppe nazionali | Coppe nazionali | Coppe nazionali | Coppe continentali | Coppe continentali | Coppe continentali | Altre coppe | Altre coppe | Altre coppe | Totale | Totale |
| Stagione         | Squadra          | Comp             | Pres       | Reti       | Comp            | Pres            | Reti            | Comp               | Pres               | Reti               | Comp        | Pres        | Reti        | Pres   | Reti   |
| ---------------- | ---------------- | ---------------- | ---------- | ---------- | --------------- | --------------- | --------------- | ------------------ | ------------------ | ------------------ | ----------- | ----------- | ----------- | ------ | ------ |
| 2000-2001        | Vorskla-2        | DL               | 1          | ?          |                 | -               | -               | -                  | -                  | -                  | -           | -           | -           | 1      | ?      |
| 2001-2002        | Vorskla-2        | DL               | 16         | ?          |                 | -               | -               | -                  | -                  | -                  | -           | -           | -           | 16     | ?      |
| 2002-2003        | Vorskla-2        | DL               | 15         | ?          |                 | -               | -               | -                  | -                  | -                  | -           | -           | -           | 15     | ?      |
| 2003-2004        | Vorskla-2        | DL               | 22         | ?          |                 | -               | -               | -                  | -                  | -                  | -           | -           | -           | 22     | ?      |
| 2004-2005        | Vorskla-2        | DL               | 2          | ?          |                 | -               | -               | -                  | -                  | -                  | -           | -           | -           | 2      | ?      |
| Totale Vorskla 2 | Totale Vorskla 2 | Totale Vorskla 2 | 56         | ?          |                 | -               | -               |                    | -                  | -                  |             | -           | -           | 56     | ?      |
| 2002-2003        | Vorskla          | VL               | 1          | -1         | KU              | 0               | 0               | -                  | -                  | -                  | -           | -           | -           | 1      | -1     |
| 2003-2004        | Vorskla          | VL               | 0          | 0          | KU              | 1               | 0               | -                  | -                  | -                  | -           | -           | -           | 1      | 0      |
| 2004-2005        | Vorskla          | VL               | 1          | -2         | KU              | 0               | 0               | -                  | -                  | -                  | -           | -           | -           | 1      | -2     |
| 2005-2006        | Vorskla          | VL               | 11         | -10        | KU              | 1               | 0               | -                  | -                  | -                  | -           | -           | -           | 12     | -10    |
| 2006-2007        | Vorskla          | VL               | 30         | -28        | KU              | 1               | -2              | -                  | -                  | -                  | -           | -           | -           | 31     | -30    |
| Totale Vorskla   | Totale Vorskla   | Totale Vorskla   | 43         | -41        |                 | 3               | -2              |                    | -                  | -                  |             | -           | -           | 46     | -43    |
| 2007-2008        | Šachtar          | VL               | 23         | -16        | KU              | 4               | -2              | UCL                | 10                 | -14                | SU          | 1           | -2          | 38     | -34    |
| 2008-2009        | Šachtar          | PL               | 24         | -11        | KU              | 3               | -1              | UCL+CU             | 8+9                | -8 + -6            | SU          | 0           | 0           | 44     | -26    |
| 2009-2010        | Šachtar          | PL               | 27         | -14        | KU              | 2               | -2              | UCL+UEL            | 2+9                | -2 + -6            | ScU         | 1           | -1          | 41     | -25    |
| 2010-2011        | Šachtar          | PL               | 29         | -15        | KU              | 2               | -1              | UCL                | 10                 | -14                | SU          | 1           | -1          | 42     | -31    |
| 2011-2012        | Šachtar          | PL               | 10         | -6         | KU              | 4               | -4              | UCL                | 0                  | 0                  | SU          | 1           | -3          | 15     | -13    |
| 2012-2013        | Šachtar          | PL               | 22         | -14        | KU              | 4               | -5              | UCL                | 8                  | -13                | SU          | 1           | 0           | 35     | -32    |
| 2013-2014        | Šachtar          | PL               | 16         | -11        | KU              | 3               | -2              | UCL+UEL            | 6+2                | -6 + -3            | SU          | 0           | 0           | 27     | -22    |
| 2014-2015        | Šachtar          | PL               | 15         | -13        | KU              | 5               | -2              | UCL                | 8                  | -11                | SU          | 0           | 0           | 28     | -26    |
| 2015-2016        | Šachtar          | PL               | 14         | -18        | KU              | 2               | -1              | UCL+UEL            | 8+8                | -14 + -7           | SU          | 0           | 0           | 32     | -40    |
| 2016-2017        | Šachtar          | PL               | 28         | -19        | KU              | 1               | 0               | UCL+UEL            | 2+8                | -2 + -6            | SU          | 1           | -1          | 40     | -28    |
| 2017-2018        | Šachtar          | PL               | 31         | -23        | KU              | 4               | -4              | UCL                | 8                  | -11                | SU          | 1           | 0           | 44     | -38    |
| 2018-2019        | Šachtar          | PL               | 27         | -11        | KU              | 2               | -1              | UCL+UEL            | 6+2                | -16 + -6           | SU          | 1           | -1          | 38     | -35    |
| 2019-2020        | Šachtar          | PL               | 23         | -18        | KU              | 1               | -2              | UCL+UEL            | 6+6                | -13 + -11          | SU          | 1           | -2          | 37     | -46    |
| 2020-2021        | Šachtar          | PL               | 4          | -4         | KU              | 1               | -1              | UCL+UEL            | 1+0                | -4                 | SU          | 1           | -3          | 7      | -12    |
| 2021-2022        | Šachtar          | PL               | 6          | -2         | KU              | 1               | 0               | UCL                | 4                  | -4                 | SU          | 1           | 0           | 12     | -6     |
| 2022-2023        | Šachtar          | PL               | 2          | -1         | -               | -               | -               | UCL                | 0                  | 0                  | -           | -           | -           | 2      | -1     |
| Totale Šachtar   | Totale Šachtar   | Totale Šachtar   | 301        | -196       |                 | 39              | -28             |                    | 131                | -177               |             | 11          | -14         | 482    | -415   |
| Totale carriera  | Totale carriera  | Totale carriera  | 400        | -237+      |                 | 42              | -30             |                    | 131                | -177               |             | 11          | -14         | 583    | -458+  |

### Cronologia presenze e reti in nazionale
| Cronologia completa delle presenze e delle reti in nazionale ― Ucraina | Cronologia completa delle presenze e delle reti in nazionale ― Ucraina | Cronologia completa delle presenze e delle reti in nazionale ― Ucraina | Cronologia completa delle presenze e delle reti in nazionale ― Ucraina | Cronologia completa delle presenze e delle reti in nazionale ― Ucraina | Cronologia completa delle presenze e delle reti in nazionale ― Ucraina | Cronologia completa delle presenze e delle reti in nazionale ― Ucraina | Cronologia completa delle presenze e delle reti in nazionale ― Ucraina |
| Data                                                                   | Città                                                                  | In casa                                                                | Risultato                                                              | Ospiti                                                                 | Competizione                                                           | Reti                                                                   | Note                                                                   |
| ---------------------------------------------------------------------- | ---------------------------------------------------------------------- | ---------------------------------------------------------------------- | ---------------------------------------------------------------------- | ---------------------------------------------------------------------- | ---------------------------------------------------------------------- | ---------------------------------------------------------------------- | ---------------------------------------------------------------------- |
| 5-6-2006                                                               | Gossau                                                                 | Libia                                                                  | 0 – 3                                                                  | Ucraina                                                                | Amichevole                                                             | -                                                                      | 46’                                                                    |
| 23-8-2007                                                              | Kiev                                                                   | Ucraina                                                                | 2 – 1                                                                  | Uzbekistan                                                             | Amichevole                                                             | -1                                                                     |                                                                        |
| 16-10-2007                                                             | Kiev                                                                   | Ucraina                                                                | 5 – 0                                                                  | Fær Øer                                                                | Qual. Euro 2008                                                        | -                                                                      |                                                                        |
| 17-11-2007                                                             | Vilnius                                                                | Lituania                                                               | 2 – 0                                                                  | Ucraina                                                                | Qual. Euro 2008                                                        | -1                                                                     | 44’                                                                    |
| 21-11-2007                                                             | Kiev                                                                   | Ucraina                                                                | 2 – 2                                                                  | Francia                                                                | Qual. Euro 2008                                                        | -2                                                                     |                                                                        |
| 2-6-2008                                                               | Stoccolma                                                              | Svezia                                                                 | 0 – 1                                                                  | Ucraina                                                                | Amichevole                                                             | -                                                                      |                                                                        |
| 20-8-2008                                                              | Leopoli                                                                | Ucraina                                                                | 1 – 0                                                                  | Polonia                                                                | Amichevole                                                             | -                                                                      |                                                                        |
| 6-9-2008                                                               | Donec'k                                                                | Ucraina                                                                | 1 – 0                                                                  | Bielorussia                                                            | Qual. Mondiali 2010                                                    | -                                                                      |                                                                        |
| 10-9-2008                                                              | Almaty                                                                 | Kazakistan                                                             | 1 – 3                                                                  | Ucraina                                                                | Qual. Mondiali 2010                                                    | -1                                                                     |                                                                        |
| 11-10-2008                                                             | Charkiv                                                                | Ucraina                                                                | 0 – 0                                                                  | Croazia                                                                | Qual. Mondiali 2010                                                    | -                                                                      |                                                                        |
| 1-4-2009                                                               | Londra                                                                 | Inghilterra                                                            | 2 – 1                                                                  | Ucraina                                                                | Qual. Mondiali 2010                                                    | -2                                                                     |                                                                        |
| 6-6-2009                                                               | Zagabria                                                               | Croazia                                                                | 2 – 2                                                                  | Ucraina                                                                | Qual. Mondiali 2010                                                    | -2                                                                     |                                                                        |
| 5-9-2009                                                               | Kiev                                                                   | Ucraina                                                                | 5 – 0                                                                  | Andorra                                                                | Qual. Mondiali 2010                                                    | -                                                                      |                                                                        |
| 9-9-2009                                                               | Minsk                                                                  | Bielorussia                                                            | 0 – 0                                                                  | Ucraina                                                                | Qual. Mondiali 2010                                                    | -                                                                      |                                                                        |
| 10-10-2009                                                             | Dnipro                                                                 | Ucraina                                                                | 1 – 0                                                                  | Inghilterra                                                            | Qual. Mondiali 2010                                                    | -                                                                      | 90’                                                                    |
| 14-10-2009                                                             | Andorra la Vella                                                       | Andorra                                                                | 0 – 6                                                                  | Ucraina                                                                | Qual. Mondiali 2010                                                    | -                                                                      |                                                                        |
| 13-11-2009                                                             | Atene                                                                  | Grecia                                                                 | 0 – 0                                                                  | Ucraina                                                                | Qual. Mondiali 2010                                                    | -                                                                      |                                                                        |
| 18-11-2009                                                             | Donec'k                                                                | Ucraina                                                                | 0 – 1                                                                  | Grecia                                                                 | Qual. Mondiali 2010                                                    | -1                                                                     |                                                                        |
| 29-5-2010                                                              | Leopoli                                                                | Ucraina                                                                | 3 – 2                                                                  | Romania                                                                | Amichevole                                                             | -2                                                                     |                                                                        |
| 11-8-2010                                                              | Kiev                                                                   | Ucraina                                                                | 1 – 1                                                                  | Paesi Bassi                                                            | Amichevole                                                             | -1                                                                     |                                                                        |
| 4-9-2010                                                               | Varsavia                                                               | Polonia                                                                | 1 – 1                                                                  | Ucraina                                                                | Amichevole                                                             | -1                                                                     |                                                                        |
| 8-10-2010                                                              | Kiev                                                                   | Ucraina                                                                | 2 – 2                                                                  | Canada                                                                 | Amichevole                                                             | -2                                                                     |                                                                        |
| 17-11-2010                                                             | Ginevra                                                                | Svizzera                                                               | 2 – 2                                                                  | Ucraina                                                                | Amichevole                                                             | -2                                                                     |                                                                        |
| 8-2-2011                                                               | Boston                                                                 | Stati Uniti                                                            | 2 – 2                                                                  | Ucraina                                                                | Amichevole                                                             | -2                                                                     | 90+3’                                                                  |
| 6-6-2011                                                               | Donec'k                                                                | Ucraina                                                                | 1 – 4                                                                  | Francia                                                                | Amichevole                                                             | -4                                                                     |                                                                        |
| 28-5-2012                                                              | Leopoli                                                                | Ucraina                                                                | 4 – 0                                                                  | Irlanda                                                                | Amichevole                                                             | -                                                                      |                                                                        |
| 5-6-2012                                                               | Smirne                                                                 | Turchia                                                                | 2 – 0                                                                  | Ucraina                                                                | Amichevole                                                             | -2                                                                     |                                                                        |
| 11-6-2012                                                              | Kiev                                                                   | Ucraina                                                                | 2 – 1                                                                  | Svezia                                                                 | Euro 2012 - 1º turno                                                   | -1                                                                     |                                                                        |
| 15-6-2012                                                              | Donec'k                                                                | Ucraina                                                                | 0 – 2                                                                  | Francia                                                                | Euro 2012 - 1º turno                                                   | -2                                                                     |                                                                        |
| 19-6-2012                                                              | Kiev                                                                   | Inghilterra                                                            | 1 – 0                                                                  | Ucraina                                                                | Euro 2012 - 1º turno                                                   | -1                                                                     |                                                                        |
| 15-8-2012                                                              | Leopoli                                                                | Ucraina                                                                | 0 – 0                                                                  | Rep. Ceca                                                              | Amichevole                                                             | -                                                                      |                                                                        |
| 11-9-2012                                                              | Londra                                                                 | Inghilterra                                                            | 1 – 1                                                                  | Ucraina                                                                | Qual. Mondiali 2014                                                    | -1                                                                     |                                                                        |
| 12-10-2012                                                             | Chișinău                                                               | Moldavia                                                               | 0 – 0                                                                  | Ucraina                                                                | Qual. Mondiali 2014                                                    | -                                                                      |                                                                        |
| 16-10-2012                                                             | Kiev                                                                   | Ucraina                                                                | 0 – 1                                                                  | Montenegro                                                             | Qual. Mondiali 2014                                                    | -1                                                                     |                                                                        |
| 14-11-2012                                                             | Sofia                                                                  | Bulgaria                                                               | 0 – 1                                                                  | Ucraina                                                                | Amichevole                                                             | -                                                                      |                                                                        |
| 6-2-2013                                                               | Donec'k                                                                | Ucraina                                                                | 2 – 0                                                                  | Norvegia                                                               | Amichevole                                                             | -                                                                      |                                                                        |
| 22-3-2013                                                              | Varsavia                                                               | Polonia                                                                | 1 – 3                                                                  | Ucraina                                                                | Qual. Mondiali 2014                                                    | -1                                                                     |                                                                        |
| 26-3-2013                                                              | Odessa                                                                 | Ucraina                                                                | 2 – 1                                                                  | Moldavia                                                               | Qual. Mondiali 2014                                                    | -1                                                                     |                                                                        |
| 2-6-2013                                                               | Kiev                                                                   | Ucraina                                                                | 0 – 0                                                                  | Camerun                                                                | Amichevole                                                             | -                                                                      |                                                                        |
| 7-6-2013                                                               | Podgorica                                                              | Montenegro                                                             | 0 – 4                                                                  | Ucraina                                                                | Qual. Mondiali 2014                                                    | -                                                                      |                                                                        |
| 14-8-2013                                                              | Kiev                                                                   | Ucraina                                                                | 2 – 0                                                                  | Israele                                                                | Amichevole                                                             | -                                                                      |                                                                        |
| 6-9-2013                                                               | Leopoli                                                                | Ucraina                                                                | 9 – 0                                                                  | San Marino                                                             | Qual. Mondiali 2014                                                    | -                                                                      |                                                                        |
| 10-9-2013                                                              | Kiev                                                                   | Ucraina                                                                | 0 – 0                                                                  | Inghilterra                                                            | Qual. Mondiali 2014                                                    | -                                                                      |                                                                        |
| 11-10-2013                                                             | Kiev                                                                   | Ucraina                                                                | 1 – 0                                                                  | Polonia                                                                | Qual. Mondiali 2014                                                    | -                                                                      |                                                                        |
| 15-10-2013                                                             | Serravalle                                                             | San Marino                                                             | 0 – 8                                                                  | Ucraina                                                                | Qual. Mondiali 2014                                                    | -                                                                      |                                                                        |
| 15-11-2013                                                             | Kiev                                                                   | Ucraina                                                                | 2 – 0                                                                  | Francia                                                                | Qual. Mondiali 2014                                                    | -                                                                      |                                                                        |
| 19-11-2013                                                             | Saint-Denis                                                            | Francia                                                                | 3 – 0                                                                  | Ucraina                                                                | Qual. Mondiali 2014                                                    | -3                                                                     |                                                                        |
| 5-3-2014                                                               | Odessa                                                                 | Ucraina                                                                | 2 – 0                                                                  | Stati Uniti                                                            | Amichevole                                                             | -                                                                      |                                                                        |
| 22-5-2014                                                              | Kiev                                                                   | Ucraina                                                                | 2 – 1                                                                  | Niger                                                                  | Amichevole                                                             | -1                                                                     |                                                                        |
| 3-9-2014                                                               | Donec'k                                                                | Ucraina                                                                | 1 – 0                                                                  | Australia                                                              | Amichevole                                                             | -                                                                      |                                                                        |
| 8-9-2014                                                               | Kiev                                                                   | Ucraina                                                                | 0 – 1                                                                  | Slovacchia                                                             | Qual. Euro 2016                                                        | -1                                                                     |                                                                        |
| 9-10-2014                                                              | Barysaŭ                                                                | Bielorussia                                                            | 0 – 2                                                                  | Ucraina                                                                | Qual. Euro 2016                                                        | -                                                                      |                                                                        |
| 12-10-2014                                                             | Donec'k                                                                | Ucraina                                                                | 1 – 0                                                                  | Macedonia                                                              | Qual. Euro 2016                                                        | -                                                                      |                                                                        |
| 15-11-2014                                                             | Lussemburgo                                                            | Lussemburgo                                                            | 0 – 3                                                                  | Ucraina                                                                | Qual. Euro 2016                                                        | -                                                                      |                                                                        |
| 27-3-2015                                                              | Siviglia                                                               | Spagna                                                                 | 1 – 0                                                                  | Ucraina                                                                | Qual. Euro 2016                                                        | -1                                                                     |                                                                        |
| 14-6-2015                                                              | Odessa                                                                 | Ucraina                                                                | 3 – 0                                                                  | Lussemburgo                                                            | Qual. Euro 2016                                                        | -                                                                      |                                                                        |
| 5-9-2015                                                               | Leopoli                                                                | Ucraina                                                                | 3 – 1                                                                  | Bielorussia                                                            | Qual. Euro 2016                                                        | -1                                                                     |                                                                        |
| 8-9-2015                                                               | Žilina                                                                 | Slovacchia                                                             | 0 – 0                                                                  | Ucraina                                                                | Qual. Euro 2016                                                        | -                                                                      |                                                                        |
| 9-10-2015                                                              | Skopje                                                                 | Macedonia                                                              | 0 – 2                                                                  | Ucraina                                                                | Qual. Euro 2016                                                        | -                                                                      |                                                                        |
| 12-10-2015                                                             | Kiev                                                                   | Ucraina                                                                | 0 – 1                                                                  | Spagna                                                                 | Qual. Euro 2016                                                        | -1                                                                     |                                                                        |
| 14-11-2015                                                             | Leopoli                                                                | Ucraina                                                                | 2 – 0                                                                  | Slovenia                                                               | Qual. Euro 2016                                                        | -                                                                      |                                                                        |
| 17-11-2015                                                             | Maribor                                                                | Slovenia                                                               | 1 – 1                                                                  | Ucraina                                                                | Qual. Euro 2016                                                        | -1                                                                     |                                                                        |
| 28-3-2016                                                              | Kiev                                                                   | Ucraina                                                                | 1 – 0                                                                  | Galles                                                                 | Amichevole                                                             | -                                                                      |                                                                        |
| 29-5-2016                                                              | Torino                                                                 | Ucraina                                                                | 4 – 3                                                                  | Romania                                                                | Amichevole                                                             | -3                                                                     |                                                                        |
| 3-6-2016                                                               | Bergamo                                                                | Ucraina                                                                | 3 – 1                                                                  | Albania                                                                | Amichevole                                                             | -1                                                                     |                                                                        |
| 12-6-2016                                                              | Villeneuve-d'Ascq                                                      | Germania                                                               | 2 – 0                                                                  | Ucraina                                                                | Euro 2016 - 1º turno                                                   | -2                                                                     |                                                                        |
| 16-6-2016                                                              | Décines-Charpieu                                                       | Ucraina                                                                | 0 – 2                                                                  | Irlanda del Nord                                                       | Euro 2016 - 1º turno                                                   | -2                                                                     |                                                                        |
| 21-6-2016                                                              | Marsiglia                                                              | Polonia                                                                | 1 – 0                                                                  | Ucraina                                                                | Euro 2016 - 1º turno                                                   | -1                                                                     |                                                                        |
| 5-9-2016                                                               | Kiev                                                                   | Ucraina                                                                | 1 – 1                                                                  | Islanda                                                                | Qual. Mondiali 2018                                                    | -1                                                                     |                                                                        |
| 6-10-2016                                                              | Konya                                                                  | Turchia                                                                | 2 – 2                                                                  | Ucraina                                                                | Qual. Mondiali 2018                                                    | -2                                                                     |                                                                        |
| 9-10-2016                                                              | Donec'k                                                                | Ucraina                                                                | 3 – 0                                                                  | Kosovo                                                                 | Qual. Mondiali 2018                                                    | -                                                                      |                                                                        |
| 12-11-2016                                                             | Odessa                                                                 | Ucraina                                                                | 1 – 0                                                                  | Finlandia                                                              | Qual. Mondiali 2018                                                    | -                                                                      |                                                                        |
| 24-3-2017                                                              | Zagabria                                                               | Croazia                                                                | 1 – 0                                                                  | Ucraina                                                                | Qual. Mondiali 2018                                                    | -1                                                                     |                                                                        |
| 11-6-2017                                                              | Tampere                                                                | Finlandia                                                              | 1 – 2                                                                  | Ucraina                                                                | Qual. Mondiali 2018                                                    | -1                                                                     | Cap.                                                                   |
| 2-9-2017                                                               | Charkiv                                                                | Ucraina                                                                | 2 – 0                                                                  | Turchia                                                                | Qual. Mondiali 2018                                                    | -                                                                      |                                                                        |
| 5-9-2017                                                               | Reykjavík                                                              | Islanda                                                                | 2 – 0                                                                  | Ucraina                                                                | Qual. Mondiali 2018                                                    | -2                                                                     | Cap.                                                                   |
| 6-10-2017                                                              | Scutari                                                                | Kosovo                                                                 | 0 – 2                                                                  | Ucraina                                                                | Qual. Mondiali 2018                                                    | -                                                                      |                                                                        |
| 9-10-2017                                                              | Kiev                                                                   | Ucraina                                                                | 0 – 1                                                                  | Croazia                                                                | Qual. Mondiali 2018                                                    | -1                                                                     |                                                                        |
| 10-11-2017                                                             | Donec'k                                                                | Ucraina                                                                | 2 – 1                                                                  | Slovacchia                                                             | Amichevole                                                             | -1                                                                     | 46’                                                                    |
| 27-3-2018                                                              | Yokohama                                                               | Giappone                                                               | 1 – 2                                                                  | Ucraina                                                                | Amichevole                                                             | -1                                                                     | Cap.                                                                   |
| 31-5-2018                                                              | Ginevra                                                                | Ucraina                                                                | 0 – 0                                                                  | Marocco                                                                | Amichevole                                                             | -                                                                      | Cap.                                                                   |
| 6-9-2018                                                               | Uherské Hradiště                                                       | Rep. Ceca                                                              | 1 – 2                                                                  | Ucraina                                                                | UEFA Nations League 2018-2019 - 1º turno                               | -1                                                                     | Cap.                                                                   |
| 9-9-2018                                                               | Leopoli                                                                | Ucraina                                                                | 1 – 0                                                                  | Slovacchia                                                             | UEFA Nations League 2018-2019 - 1º turno                               | -                                                                      | Cap.                                                                   |
| 10-10-2018                                                             | Genova                                                                 | Italia                                                                 | 1 – 1                                                                  | Ucraina                                                                | Amichevole                                                             | -1                                                                     | Cap.                                                                   |
| 16-10-2018                                                             | Charkiv                                                                | Ucraina                                                                | 1 – 0                                                                  | Rep. Ceca                                                              | UEFA Nations League 2018-2019 - 1º turno                               | -                                                                      | Cap.                                                                   |
| 22-3-2019                                                              | Lisbona                                                                | Portogallo                                                             | 0 – 0                                                                  | Ucraina                                                                | Qual. Euro 2020                                                        | -                                                                      | Cap.                                                                   |
| 25-3-2019                                                              | Lussemburgo                                                            | Lussemburgo                                                            | 1 – 2                                                                  | Ucraina                                                                | Qual. Euro 2020                                                        | -1                                                                     | Cap.                                                                   |
| 7-6-2019                                                               | Charkiv                                                                | Ucraina                                                                | 5 – 0                                                                  | Serbia                                                                 | Qual. Euro 2020                                                        | -                                                                      | Cap.                                                                   |
| 10-6-2019                                                              | Leopoli                                                                | Ucraina                                                                | 1 – 0                                                                  | Lussemburgo                                                            | Qual. Euro 2020                                                        | -                                                                      | Cap.                                                                   |
| 7-9-2019                                                               | Vilnius                                                                | Lituania                                                               | 0 – 3                                                                  | Ucraina                                                                | Qual. Euro 2020                                                        | -                                                                      | Cap.                                                                   |
| 11-10-2019                                                             | Charkiv                                                                | Ucraina                                                                | 2 – 0                                                                  | Lituania                                                               | Qual. Euro 2020                                                        | -                                                                      | Cap.                                                                   |
| 14-10-2019                                                             | Kiev                                                                   | Ucraina                                                                | 2 – 1                                                                  | Portogallo                                                             | Qual. Euro 2020                                                        | -1                                                                     | Cap.                                                                   |
| 17-11-2019                                                             | Belgrado                                                               | Serbia                                                                 | 2 – 2                                                                  | Ucraina                                                                | Qual. Euro 2020                                                        | -2                                                                     | Cap.                                                                   |
| 3-9-2020                                                               | Leopoli                                                                | Ucraina                                                                | 2 – 1                                                                  | Svizzera                                                               | UEFA Nations League 2020-2021 - 1º turno                               | -1                                                                     | Cap.                                                                   |
| 6-9-2020                                                               | Madrid                                                                 | Spagna                                                                 | 4 – 0                                                                  | Ucraina                                                                | UEFA Nations League 2020-2021 - 1º turno                               | -4                                                                     | Cap.                                                                   |
| 14-11-2020                                                             | Lipsia                                                                 | Germania                                                               | 3 – 1                                                                  | Ucraina                                                                | UEFA Nations League 2020-2021 - 1º turno                               | -3                                                                     | Cap.                                                                   |
| 7-6-2021                                                               | Charkiv                                                                | Ucraina                                                                | 4 – 0                                                                  | Cipro                                                                  | Amichevole                                                             | -                                                                      | Cap.                                                                   |
| 1-9-2021                                                               | Astana                                                                 | Kazakistan                                                             | 2 – 2                                                                  | Ucraina                                                                | Qual. Mondiali 2022                                                    | -2                                                                     |                                                                        |
| 4-9-2021                                                               | Kiev                                                                   | Ucraina                                                                | 1 – 1                                                                  | Francia                                                                | Qual. Mondiali 2022                                                    | -1                                                                     | Cap.                                                                   |
| 9-10-2021                                                              | Helsinki                                                               | Finlandia                                                              | 1 – 2                                                                  | Ucraina                                                                | Qual. Mondiali 2022                                                    | -1                                                                     | Cap.                                                                   |
| 12-10-2021                                                             | Leopoli                                                                | Ucraina                                                                | 1 – 1                                                                  | Bosnia ed Erzegovina                                                   | Qual. Mondiali 2022                                                    | -1                                                                     | Cap.                                                                   |
| 11-6-2022                                                              | Łódź                                                                   | Ucraina                                                                | 3 – 0                                                                  | Armenia                                                                | UEFA Nations League 2022-2023 - 1º turno                               | -                                                                      | Cap.                                                                   |
| Totale                                                                 |                                                                        | Presenze (4º posto)                                                    | 103                                                                    |                                                                        | Reti                                                                   | -81                                                                    |                                                                        |

### Cronologia presenze e reti in nazionale in partite non ufficiali
| Cronologia completa delle presenze e delle reti in nazionale ― Ucraina | Cronologia completa delle presenze e delle reti in nazionale ― Ucraina | Cronologia completa delle presenze e delle reti in nazionale ― Ucraina | Cronologia completa delle presenze e delle reti in nazionale ― Ucraina | Cronologia completa delle presenze e delle reti in nazionale ― Ucraina | Cronologia completa delle presenze e delle reti in nazionale ― Ucraina | Cronologia completa delle presenze e delle reti in nazionale ― Ucraina | Cronologia completa delle presenze e delle reti in nazionale ― Ucraina |
| Data                                                                   | Città                                                                  | In casa                                                                | Risultato                                                              | Ospiti                                                                 | Competizione                                                           | Reti                                                                   | Note                                                                   |
| ---------------------------------------------------------------------- | ---------------------------------------------------------------------- | ---------------------------------------------------------------------- | ---------------------------------------------------------------------- | ---------------------------------------------------------------------- | ---------------------------------------------------------------------- | ---------------------------------------------------------------------- | ---------------------------------------------------------------------- |
| 6-6-2017                                                               | Leopoli                                                                | Ucraina                                                                | 0 – 1                                                                  | Malta                                                                  | Amichevole                                                             | -1                                                                     |                                                                        |
| Totale                                                                 |                                                                        | Presenze                                                               | 1                                                                      |                                                                        | Reti                                                                   | -1                                                                     |                                                                        |

## Palmarès

### Club

#### Competizioni nazionali
- Campionato ucraino: 11

Šachtar: 2007-2008, 2009-2010, 2010-2011, 2011-2012, 2012-2013, 2013-2014, 2016-2017, 2017-2018, 2018-2019, 2019-2020, 2022-2023
- Coppa d'Ucraina: 8

Šachtar: 2007-2008, 2010-2011, 2011-2012, 2012-2013, 2015-2016, 2016-2017, 2017-2018, 2018-2019
- Supercoppa d'Ucraina: 8

Šachtar: 2008, 2010, 2012, 2013, 2014, 2015, 2017, 2021

#### Competizioni internazionali
- Coppa UEFA: 1

Šachtar: 2008-2009

### Individuale
- Miglior portiere del Campionato ucraino: 1

2019-2020